# Софіївський ясен

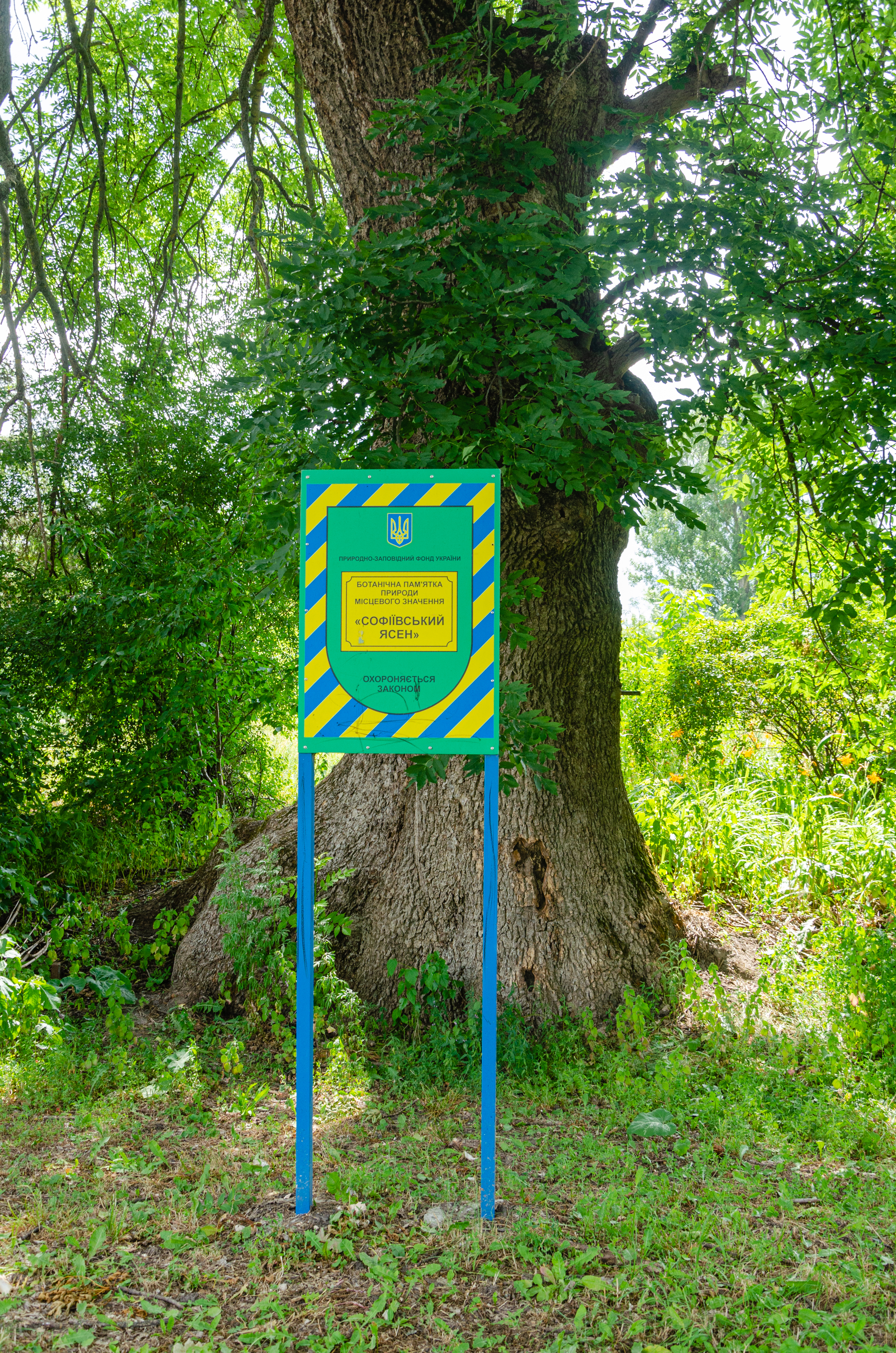
Софіївський ясен

Софі́ївський я́сен — ботанічна пам'ятка природи місцевого значення в Україні. Розташований на території Кожанської селищної громади Фастівського району Київської області, в центральній частині села Софіївка.
Площа 0,01 га. Статус присвоєно згідно з рішенням облради від 25.07.2019 № 600-29-VII. Перебуває у віданні: Кожанська селищна рада.